# بينيل أيريال
الدكتور بنيل أريال هو أستاذ ورئيس حديث لقسم الفيزياء المركزي في جامعة تريبهوفان بمدينة كاتماندو في نيبال. ولد أريال في منطقة سابتاري شرقيّ نيبال بتاريخ 28/9/1969، ويشغل في الوقت الحاليّ منصب عضوٍ في مجلس جامعة تريبوفان (TU)، وعضو الجمعيّة الأكاديميّة لها، وعضو الهيئة التدريسيّة الدائمة في معهد العلوم والتكنولوجيا التابع لنفس الجامعة. شغل الدكتور أيريال منصب رئيس لجنة العمل التي صاغت منهاج بكالوريوس العلوم ذو الأربع سنوات في جامعة تريبهوفان، نيبال، وينطوي هذا المنهاج على تخصّص واحد مع العديد من المقرّرات المتعلّقة بالحساب ومقرّرات أُخرى مشتركة بين التخصّصات المختلفة. شارك أيريال في تدريس طلّاب درجة الماجستير في العلوم وفق النظام الفصليّ، في الحرم الجامعيّ المركزيّ لجامعة كيرتيبور، وقام بتدريس ميكانيكا الكمّ والفيزياء النوويّة والفيزياء الفلكيّة وفيزياء الجسيمات لطلّاب درجة الماجستير في الفيزياء.
أيريال هو أحد علماء الفيزياء الفلكيّة النشطين في نيبال، عمل في مجالي المجرّات والتطوّر. شملت المواضيع البحثيّة التي حازت على اهتمام أيريال كمّيّة الحركة الزاويّة أو الشعاع السبيني للمجرّات في البنية واسعة النطاق وآلية تشكّل الهيكل في الوسط البينجمي. أشرف أيريال على خمسة مشاريع دكتوراه، وعلى أكثر من 120 أطروحة ماجستير لطلّاب الفيزياء ونشر أكثر من أربعين ورقة بحثيّة في مجلّات دوليّة موثوقة، وقابلة للاقتباس منها.
حصل أيريال على درجة الدكتوراه وشهادة في الدراسات العليا بعد الدكتوراه من معهد الفيزياء الفلكية في جامعة إنسبروك النمساوية في عامي 2002 و 2005 على التوالي، وكان البروفيسور والتر ساورر المشرفَ على دراساته العليا. زار الدكتور أريال مختلف جامعات الولايات المتّحدة الأمريكيّة والمملكة المتّحدة واليابان وألمانيا وسويسرا وأستراليا وإسبانيا وبلجيكا وفرنسا وهولّندا والدنمارك والسويد وإيطاليا والصين وفيتنام وكوريا الجنوبيّة. تمّ اختيار الدكتور أريال ليكون أحد الحكّام في أولمبياد الفلك الدولي. وهو الممثّل القطريّ لجامعة BCVSPIN.
حصل أيريال على جائزة "Mahendra Bidhya Bhushan ka" من قبل ملك النيبال الراحل بيراندرا شاه لحصوله على أعلى درجة في الفحص الخاصّ بدرجة الماجستير، وحصل أيضاً على «جائزة أكاديمية العالم الثالث للعلوم (TWAS)» لما قدّمه في أطروحة الدكتوراه.